# Stehlikiana perspicua
Stehlikiana perspicua är en insektsart som först beskrevs av Melichar 1932.  Stehlikiana perspicua ingår i släktet Stehlikiana och familjen dvärgstritar. Inga underarter finns listade i Catalogue of Life.